# Piper holtii
Piper holtii är en pepparväxtart som beskrevs av Trel. & Yunck.. Piper holtii ingår i släktet Piper och familjen pepparväxter. Inga underarter finns listade i Catalogue of Life.